# César Augusto Rocha Abreu
César Augusto Rocha Abreu war ein portugiesischer Offizier und Kolonialverwalter.
Am  28. September 1917 endete die Amtszeit des regulären Gouverneurs der Kolonie Portugiesisch-Timor Filomeno da Câmara de Melo Cabral. Für ihn übernahm César Augusto Rocha Abreu als von der Regierung beauftragter Gouverneur (portugiesisch encarregado do governo). Doch bereits am 29. Oktober wurde er von José Machado Duarte Junior als Interimsgouverneur (portugiesisch Governador internio) ersetzt.